# Wieniec (województwo małopolskie)
Wieniec – wieś w Polsce, położona w województwie małopolskim, w powiecie wielickim, w gminie Gdów. W latach 1975–1998 miejscowość administracyjnie należała do województwa krakowskiego.
| SIMC    | Nazwa       | Rodzaj    |
| ------- | ----------- | --------- |
| 0318682 | Janów       | część wsi |
| 0318699 | Podegrodzie | część wsi |
| 0318707 | Podskale    | część wsi |

W maju 2010 roku wskutek powodzi osuwająca się ziemia zniszczyła lub uszkodziła infrastrukturę wsi.